# Petra Maak
Petra Maak (geb. Sander; * 16. Juli 1964 in Düsseldorf) ist eine deutsche Langstreckenläuferin. Petra Maak ist Diplom-Sportlehrerin und beim Kreissportbund Neuss angestellt. Sie startete von 1986 bis 1994 für die LAV Bayer Uerdingen/Dormagen, für 1995 bis 1998 für den ASC Rosellen/Neuss und wechselte dann zurück zum TSV Bayer Dormagen.

## Karriere
Ihren größten Erfolg feierte Petra Maak 1997 als Deutsche Marathonmeisterin beim Regensburg-Marathon in 2:43:01 Stunden.
1991 war sie schon einmal Zweite bei der Deutschen Marathon-Meisterschaft in Oelde. 1992 belegte sie in persönlicher Bestzeit von 2:40:31 Stunden Platz 2 beim München-Marathon und 1993 Platz 3 beim Echternach-Marathon. Dreimal (1983, 1992, 1993) siegte sie beim Halbmarathon im Rahmen des Königsforst-Marathon, wo sie mit 1:17:57 Stunden bis heute die Streckenrekordhalterin ist. 1995 und 1996 gewann sie den Bienwald-Marathon.
2003 wurde sie Dritte beim Paderborner Osterlauf auf der Halbmarathonstrecke. 2004, 2006 und 2009 gewann sie den Nürburgring-Lauf. Außerdem siegte sie 2004 beim Dreiländer-Marathon über die Halbmarathondistanz und 2006 beim Silvesterlauf von Werl nach Soest.
Am 25. April 2010 gewann sie den Düsseldorfer Brückenlauf in der Frauenwertung mit neuem Streckenrekord über die 10-Kilometer-Strecke mit 36:38 min. Im Oktober 2015 gewann sie das 6,6-Kilometer-Rennen beim Seidenraupen-Cross in Krefeld. Über die gleiche Distanz wurde sie im Oktober 2018 Zweite hinter Esther Jacobitz, die den Wettkampf seit 2016 dreimal in Folge gewonnen hat.

## Persönliche Bestzeiten
- 3000 m: 9:23,76 min, 19. Juni 1999, Köln
- 5000 m: 16:14,54 min, 22. Juli 2000, Köln
- 10.000 m: 34:31,1 min, 6. September 1994, Ratingen
- Halbmarathon: 1:14:43 h, 19. April 2003, Paderborn
- Marathon: 2:40:31 h, 3. Mai 1992, München